# Nightmare (пісня Halsey)
"Nightmare" — сингл американської співачки Halsey. Він вийшов 17 травня 2019 під лейблом Capitol Records. Пісня була написана Halsey разом з її продюсерами Бенні Бланко, Cashmere Cat і Happy Perez. Музичний кліп, режисером якого стала Ганна Люкс Дейвіс, супроводжував його випуск того ж дня.

## Чарти
| Чарт (2019)                               | Найвища позиція |
| ----------------------------------------- | --------------- |
| Австралія (ARIA)                          | 13              |
| Австрія (Ö3 Austria Top 75)               | 56              |
| Бельгія (Ultratip Flanders)               | 6               |
| Бельгія (Ultratip Wallonia)               | 28              |
| Канада (Canadian Hot 100)                 | 17              |
| Канада (CHR/Top 40) (Billboard)           | 20              |
| Канада (Hot AC) (Billboard)               | 45              |
| China Airplay/FL (Billboard)              | 39              |
| Чехія (Singles Digitál Top 100)           | 25              |
| Естонія (Eesti Tipp-40)                   | 15              |
| Німеччина (Official German Charts)        | 87              |
| Угорщина (Single Top 40)                  | 9               |
| Угорщина (Stream Top 40)                  | 7               |
| Ірландія (IRMA)                           | 24              |
| Італія (FIMI)                             | 68              |
| Mexico Ingles Airplay (Billboard)         | 4               |
| Нова Зеландія (Recorded Music NZ)         | 19              |
| Португалія (AFP)                          | 48              |
| Шотландія (Official Charts Company)       | 33              |
| Словаччина (Singles Digitál Top 100)      | 7               |
| Sweden Heatseeker (Sverigetopplistan)     | 16              |
| Швейцарія (Media Control AG)              | 61              |
| Велика Британія (Official Charts Company) | 26              |
| США (Billboard Hot 100)                   | 15              |
| США (Adult Top 40) (Billboard)            | 21              |
| США (Mainstream Top 40) (Billboard)       | 14              |
| США (Hot Dance Airplay) (Billboard)       | 30              |